# Stuff
O Stuff.co.nz é um site de notícias da Nova Zelândia publicado pela Stuff Limited, subsidiária da empresa australiana Nine Entertainment Co. O Stuff.co.nz hospeda os sites dos jornais da Stuff Ltd, incluindo a segunda e terceira maior circulação da Nova Zelândia. jornais diários, The Dominion Post e The Press, e a maior circulação semanal, The Sunday Star-Times. É também um portal da web para outros sites da Stuff. A partir de março de 2019, o site tinha um ranking Alexa na Nova Zelândia de 7.

## História
A antiga empresa de mídia neozelandesa Independent Newspapers Ltd (INL), de propriedade da News Corp Australia, lançou o Stuff em 27 de junho de 2000 em um cybercafé em Auckland, depois de anunciar sua intenção de entrar na Internet mais de um ano antes. O desenvolvimento do Stuff foi apoiado e governado pelo Conselho do INL, Mike Robson, CEO do INL e Don Higgins, Gerente de Desenvolvimento Corporativo. Mark Wierzbicki, fundador do Internet Business Manager, lidera o desenvolvimento e o gerenciamento contínuo do site e da equipe Stuff. A agência de publicidade Saatchi & Saatchi concebeu o nome "Stuff", e o INL teve que comprar o nome de domínio de um invasor cibernético. Em seu primeiro mês, o site teve 120.000 visitantes únicos. Na época, Mark Wierzbicki, descreveu o nome como o sonho de um redator, embora ele admitisse que "não há riscos, especialmente se nós empacotarmos". O site de inicialização foi construído por um grupo de empresas de tecnologia em Wellington, liderado pelo gerente de projetos Bill Alp e pelo gerente de engenharia e CTO fundador, Will Everitt, e usou uma plataforma de software da news.com.au da News Corp Austrália.
Em 30 de junho de 2003, o INL vendeu seus ativos de publicação, incluindo The Dominion Post, The Press e o site Stuff para a Fairfax Media.
A Fairfax atualizou o site em dezembro de 2006 e novamente em 4 de março de 2009, acrescentando a capacidade dos visitantes de personalizar a página inicial. O primeiro serviço de notícias para celular da Stuff começou em 2003, em parceria com a Vodafone New Zealand. Em 21 de abril de 2009, a Stuff lançou um site móvel dedicado, m.stuff.co.nz.
Para eventos de notícias maiores, o site geralmente cria uma seção dedicada, como o novo julgamento de assassinatos da família Bain e o terremoto de Christchurch em fevereiro de 2011. Durante o julgamento de Clayton Weatherston, press.co.nz, uma seção subsidiária do Stuff acidentalmente publicou a manchete "Culpado de Assassinato" no dia anterior ao júri proferiu o veredicto. O artigo foi rapidamente retirado e o editor executivo da Fairfax, Paul Thompson, disse que foi um erro "levamos muito a sério".
O site ganhou vários prêmios, incluindo o prêmio de "Melhor Site de Notícias" da Associação de Editores de Jornais para 2010 e 2011.[carece de fontes?] Em 17 de abril de 2013, para comemorar a morte do casamento entre pessoas do mesmo sexo na Nova Zelândia, a cor do logotipo do Stuff foi alterada de preto para as cores associadas à bandeira arco-íris.
Em 1 de fevereiro de 2018, a empresa-mãe da Stuff.co.nz mudou seu nome de Fairfax New Zealand Limited para Stuff Limited. Em dezembro de 2018, a Fairfax Media se fundiu com a Nine Entertainment Co.